# 邓氏副沙条鲨
邓氏副沙条鲨（学名：Paragaleus tengi），又名鄧氏沙條鮫，为真鲨科副沙条鲨属的鱼类。分布于日本、越南沿岸海域以及南中国大陆、台湾西南部海域等。该物种的模式产地在台湾。